# Кшики (оседле)
Кши́ки (пол. Krzyki ['kszyki]) — оседле на юге Вроцлава. Административно входит в состав оседле Кшики-Партынице. На западе и юге оседле граничит с районами Опорув, Клечина и Партынице, а на севере и востоке — с районами Грабишин-Грабишинек и Борек.
Оседле было создано на месте деревни, включённой в состав города в 1928 году. Деревня с 1743 по 1845 год называлась по-немецки Kritern, а затем Krietern (с нем. — «ссоры») до 1945 года, после Второй мировой войны была переименована в Krzyki (с пол. — «крики»).
В 1952 году была создана одноимённая дзельница, которая переняла название от этого оседле. Однако вследствие административной реформы 1991 года дзельница была упразднена. На месте дзельницы были созданы новые административно-территориальные единицы, оседле, в том числе оседле Кшики.

## Обсерватория
В 1909—1945 годах оседле было известно метеорологической и сейсмологической обсерваторией, основанной физиком Максом фон дем Борном. В обсерватории на уровне около трёх метров ниже уровня земли были установлены два сейсмографа: вертикальный с маятником весом 1450 кг и двухкомпонентный горизонтальный с маятником весом 1000 кг. Во время осады Вроцлава в 1945 году здание было полностью разрушено в результате бомбардировки.

## Известные уроженцы
- Генрих I Рейсс-Кёстрицский[укр.], немецкий аристократ из дома Рейсс (1910—1982)[5].